# Gosuinda
Gosuinda ou Goisuintha (c. 520 – 589) foi uma rainha visigótica que governou a Hispânia e a Septimânia. 
Foi esposa de dois reis visigodos: Atanagildo e Leovigildo. Do primeiro casamento, teve duas filhas, Brunilda e Galsuinta, que se casaram com dois irmãos e reis merovíngios: Sigeberto I da Austrásia e Quilperico I, rei dos francos neustrianos.

## Biografia
Gosuinda casou-se com Atanagildo, rei dos visigodos entre 554 e 567, em data incerta. Após a morte de seu primeiro marido, em 567, Gosuinda tornou-se a segunda esposa de Leovigildo, irmão e sucessor de Liúva I. Pouco tempo depois, Leovigildo ascendeu ao trono dos visigodos, e Gosuinda tornou-se novamente rainha consorte, além de madrasta dos filhos do rei: Hermenegildo e Recaredo I.

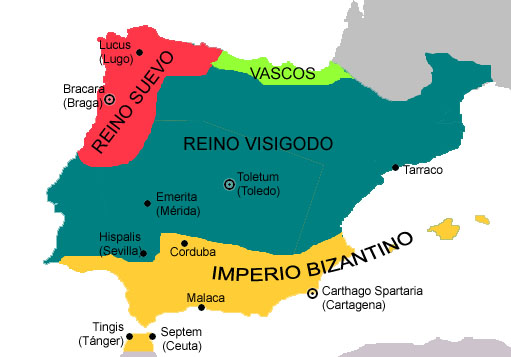
Hispânia no século VI

Gosuinda desempenhou um papel influente na corte real. Em 579, seu enteado Hermenegildo casou-se com sua neta Ingunda, filha de Brunilda e do rei franco Sigeberto I. Como rainha, Gosuinda recebeu a jovem princesa na corte e, inicialmente, foi gentil com ela. Contudo, Gosuinda queria que Ingunda fosse rebatizada na fé ariana, uma prática comum entre os visigodos. Ingunda, com apenas 12 anos, recusou-se firmemente. De acordo com Gregório de Tours, historiador galo-romano e bispo de Tours, Gosuinda "perdeu completamente a paciência" e atacou a menina, puxando-a pelos cabelos, jogando-a no chão e chutando-a até cobrí-la de sangue. Depois disso, mandou que fosse despida e lançada à força na piscina batismal.
Seja por esse conflito ou, mais provavelmente, pelo desejo de Leovigildo em assegurar a sucessão de seus filhos, Hermenegildo e Ingunda foram enviados para governar outra parte do reino, provavelmente a província da Bética e o sul da Lusitânia, com Sevilha como sede. Lá, Hermenegildo foi influenciado por sua esposa e por Leandro de Sevilha, arcebispo de Sevilha, a converter-se ao cristianismo calcedoniano, rebelando-se contra seu pai. Ele acabou derrotado e executado em 585, sendo canonizado em 13 de abril de 1585, por ordem do Papa Sisto V como mártir da Igreja Católica.

## Morte
Após a morte de Leovigildo em 586, seu filho mais novo, Recaredo, ascendeu ao trono e se converteu rapidamente ao catolicismo. Gosuinda conspirou mais tarde contra ele, em 588, devido à conversão dos visigodos à fé católica por incentivo do rei, com o bispo ariano Uldila. No entanto, o complô foi descoberto, e o bispo foi banido. Segundo Máximo de Saragoça, Gosuinda morreu em 589 por enforcamento.